# Pedro Lamy
José Pedro Mourão Lamy Viçoso, ismertebb nevén Pedro Lamy (Alenquer, 1972. március 20. –) portugál autóversenyző, az 1992-es német Formula–3-as bajnokság, valamint a 2007-es Le Mans-széria győztese.

## Pályafutása
1989-ben megnyerte a portugál Formula–Ford bajnokságot, majd 1991-ben megnyert egy nemzetközi formulaautós sorozatot, a Formula–Opel Lotus nevű szériát.
1992-ben Formula–3-as versenyeken indult. Megnyerte a német sorozatot, ahol olyan pilótákkal küzdött a bajnoki címért, mint Marco Werner, vagy Sascha Maassen. Győzött a Masters of Formula–3-as viadalon, valamint Rickard Rydell mögött második lett a makaói nagydíjon.
1993-ban a nemzetközi Formula–3000-es szériában versenyzett, továbbá Formula–1-es világbajnokság négy futamán is rajthoz állt. Előbbit mindössze egy pontos hátrányban zárta a francia Olivier Panis mögött.

### Formula–1
A szezon utolsó négy futamán lehetőséget kapott a Formula–1-es világbajnokságon 1993-ban. Lamy a sérült Alessandro Zanardit helyettesítette a Lotus-istállónál. Pontot egy alkalommal sem szerzett, legjobb eredményét az évben a debütáló futamán produkálta, ahol tizenegyedik lett.
A 94-es szezont már a csapat versenyzőjeként kezdte. A spanyol nagydíj előtt, a silverstone-i versenypályán, tesztelés közben súlyos balesetet szenvedett, melyben mindkét lába eltörött. Hosszas felépülést követően csak a 95-ös idény végén tért vissza. Több mint egy év kihagyás után, a magyar nagydíjon állt újra rajthoz; a Minardi alakulatánál, Pierluigi Martinit váltotta. Nyolc futamot teljesített az évben, a szezonzáró viadalon, Ausztráliában hatodik volt, amivel megszerezte pályafutása egyetlen világbajnoki pontját.
1996-ban a teljes szezont a Minardival versenyezte végig, pontot azonban nem szerzett az évben.

### Formula–1 után
Formula–1-es pályafutását követően már nem indult formulaautós versenyeken. 1997 óta különböző túraautó-bajnokságokban, hosszútávú autóversenyeken, valamint Le Mans-szériák futamain indul. 2007-ben, Stéphane Sarrazin társaként megnyerte a Le Mans-szériát, továbbá Sarrazin és Sébastien Bourdais váltótársaként a második helyen végzett a Le Mans-i 24 órás viadalon.
2001 és 2010 között öt alkalommal nyerte meg a nürburgringi 24 órás autóversenyt.

## Eredményei
Teljes Formula–1-es eredménysorozata
(Táblázat értelmezése)

(Félkövér: pole-pozícióból indult; dőlt: leggyorsabb kört futott) 

| Év   | Csapat                  | Modell        | Motor                 | 1      | 2      | 3      | 4      | 5     | 6      | 7      | 8      | 9      | 10     | 11     | 12     | 13     | 14     | 15     | 16     | 17    | Helyezés | Pont |
| ---- | ----------------------- | ------------- | --------------------- | ------ | ------ | ------ | ------ | ----- | ------ | ------ | ------ | ------ | ------ | ------ | ------ | ------ | ------ | ------ | ------ | ----- | -------- | ---- |
| 1993 | Team Lotus              | Lotus 107B    | Ford HB 3.5 L V8      | RSA    | BRA    | EUR    | SMR    | ESP   | MON    | CAN    | FRA    | GBR    | GER    | HUN    | BEL    | ITA 11 | POR Ki | JPN 13 | AUS Ki |       | 30.      | 0    |
| 1994 | Team Lotus              | Lotus 107C    | Mugen-Honda 3.5 L V10 | BRA 10 | PAC 8  | SMR Ki | MON 11 | ESP   | CAN    | FRA    | GBR    | GER    | HUN    | BEL    | ITA    | POR    | EUR    | JPN    | AUS    |       | 28.      | 0    |
| 1995 | Minardi Scuderia Italia | Minardi M195  | Ford ED 3.0 L V8      | BRA    | ARG    | SMR    | ESP    | MON   | CAN    | FRA    | GBR    | GER    | HUN 9  | BEL 10 | ITA Ki | POR Ki | EUR 9  | PAC 13 | JPN 11 | AUS 6 | 18.      | 1    |
| 1996 | Minardi Team            | Minardi M195B | Ford ED 3.0 L V8      | AUS Ki | BRA 10 | ARG Ki | EUR 12 | SMR 9 | MON Ki | ESP Ki | CAN Ki | FRA 12 | GBR Ki | GER 12 | HUN Ki | BEL 10 | ITA Ki | POR 16 | JPN 12 |       | 20.      | 0    |

Le Mans-i 24 órás verseny
| Év   | Csapat                 | Autó                 | Csapattárs        | Csapattárs         | Helyezés | Kiesés oka |
| ---- | ---------------------- | -------------------- | ----------------- | ------------------ | -------- | ---------- |
| 1997 | Schübel Engineering    | Porsche 911 GT1      | Armin Hahne       | Patrice Gouselard  | 5.       |            |
| 1998 | Viper Team Oreca       | Chrysler Viper GTS-R | Olivier Beretta   | Tommy Archer       | 13.      |            |
| 1999 | HWA AG                 | Mercedes-Benz CLR    | Bernd Schneider   | Franck Lagorce     | ?        |            |
| 2001 | Playstation Team ORECA | Chrysler LMP 2001    | Olivier Beretta   | Karl Wendlinger    | 4.       |            |
| 2002 | Playstation Team ORECA | Dallara SP1          | Olivier Beretta   | Érik Comas         | 5.       |            |
| 2005 | Aston Martin Racing    | Aston Martin DBR9    | Tomáš Enge        | Peter Kox          | Kiesett  | Motorhiba  |
| 2006 | Aston Martin Racing    | Aston Martin DBR9    | Stéphane Sarrazin | Stéphane Ortelli   | 10.      |            |
| 2007 | Team Peugeot Total     | Peugeot 908 HDi FAP  | Stéphane Sarrazin | Sébastien Bourdais | 2.       |            |
| 2008 | Team Peugeot Total     | Peugeot 908 HDi FAP  | Stéphane Sarrazin | Alexander Wurz     | 5.       |            |
| 2009 | Team Peugeot Total     | Peugeot 908 HDi FAP  | Nicolas Minassian | Christian Klien    | 6.       |            |
| 2010 | Team Peugeot Total     | Peugeot 908 HDi FAP  | Simon Pagenaud    | Sébastien Bourdais | Kiesett  | ?          |